# 포비든 아일랜드

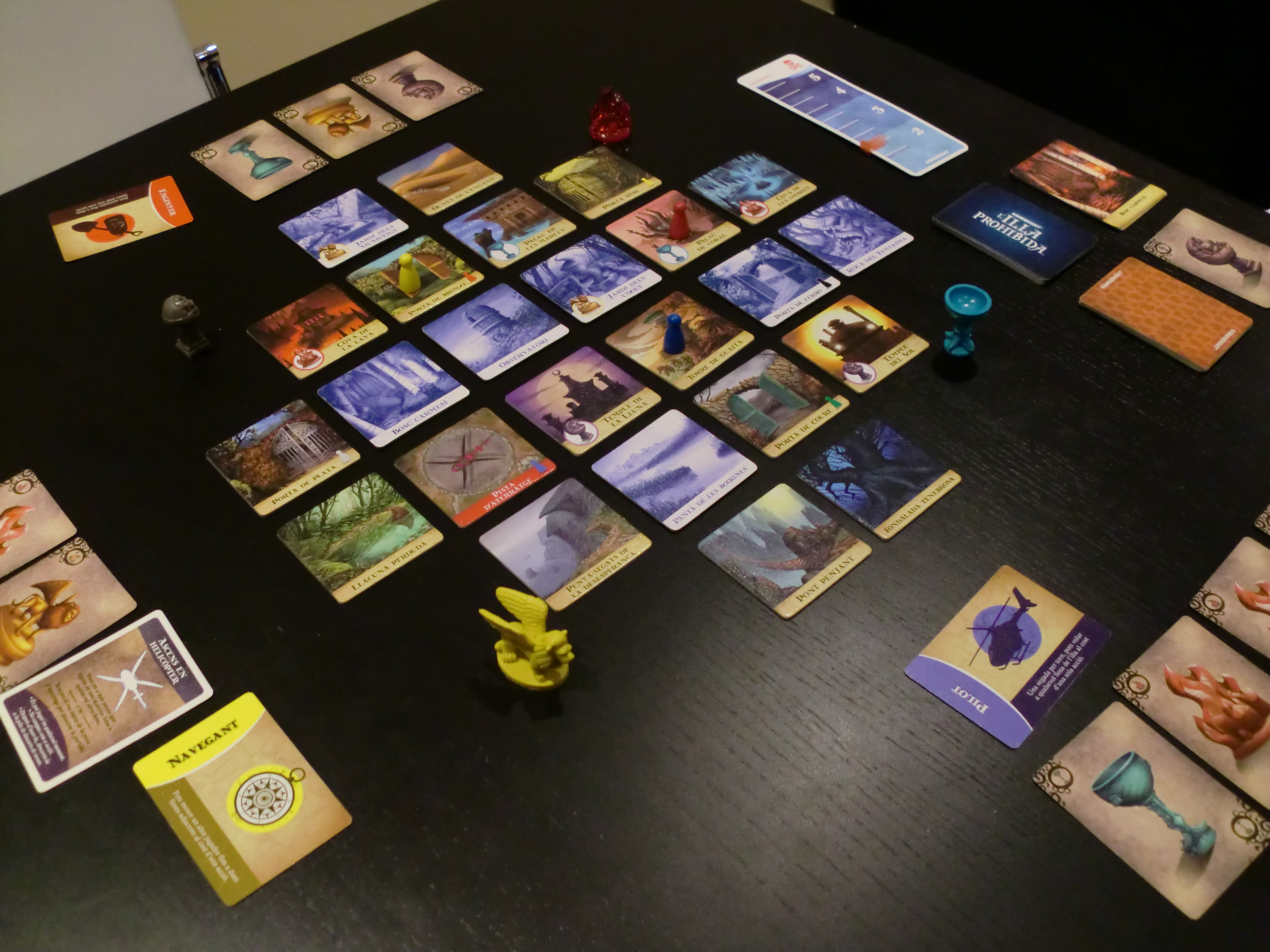

포비든 아일랜드(Forbidden Island)는 2010년에 게임라이츠에서 출판한 보드 게임이다. 대한민국에서는 보약게임이 게임라이츠를 통하여 출시하였다. 게임의 디자이너는 맷 리콕이며, 전설의 네 가지 성물(지구의 돌, 불의 크리스탈, 바람의 조각상, 바다의 성배)들이 잠들어 있다. 플레이 시간은 약 30분, 적정 연령은 10세 이상이다.

## 개요
서서히 가라앉는 포비든 아일랜드에서 4개의 성물을 찾아 함께 헬리콥터를 타고 섬을 탈출해야 한다. 포비든 아일랜드는 상대방을 이기는 승패의 게임이 아니다. 멘사가 추천한 최고의 협동전략 게임으로 4개의 성물을 찾아 함께 탈출할 방법을 찾아야 한다.

## 구성물
- 양면 섬 타일 24장(성물 타일 8장, 캐릭터 타일 6장, Fools'landing 타일 1장, 일반 섬 타일 9장)
- 플레이 카드 58장
- 모험 카드 28장 (성물 카드 20장, 수면 상승 카드 3장, 헬리콥터 카드 3장, 모래 주머니 카드 2장)
- 침수 카드 24장(뒷면 파란색)
- 캐릭터 카드 6장(각 캐릭터별로 1장씩)
- 성물 피규어 4개(각 성물별로 1개씩)
- 게임말 6개(각 캐릭터별로 1개씩)
- 수위표시기 1개
- 수위표시 보드판 1개

## 게임 진행
- 진행카드와 섬타일, 그리고 침수카드를 한 곳에 놓는다.
- 그리고 캐릭터에 맞는 색의 말을 가져와 맞는 위치에 배치를 한다.
- 6장의 침수 카드를 뽑아 해당하는 섬 타일을 침수시킨다.

## 캐릭터 목록
- 특수배송사

같은 섬 타일에 있지 않아도 성물카드를 넘겨줄 수 있다.
- 항해사

다른 팀원을 2칸씩 이동시킬 수 있다.
- 기술자

1액션으로 침수된 섬 2개를 복원할 수 있다.
- 비행사

자기 차례에 3액션 중 섬에 어디든 갈 수 있다.
- 탐험가

인접한 타일이나 대각선으로도 이동과 복원이 가능하다.
- 잠수부

침수되거나 가라앉은 섬을 건너거나 1액션으로 이동할 수 있다.

## 게임 진행
한 차례는 3액션 실행하기, 모험카드 2장 갖기, 침수 카드를 수위만큼 뽑아 해당 섬 타일 뒤집기의 3단계로 진행된다.

### 3액션 실행
- 한 차례에는 3액션을 이동해서 다양한 행동을 할 수 있다.
- 섬 타일 한 칸을 이동할 때 1액션을 소비한다. 이때도 상하좌우 방향에 있는 섬 또는 자신의 말이 위치한 섬만 복원 가능.
- 침수된 섬 타일 1개를 복원할 때 1액션을 소비한다. 이때도 상하좌우 방향에 있는 섬 또는 자신의 말이 위치한 섬만 복원 가능.
- 성물카드 1장을 건네주면 1액션을 소모한다. 이때 같은 타일에 있는 말에게만 성물카드를 건네줄 수 있다.
- 같은 성물 카드 4장을 모아서 성물을 찾을 때, 1액션을 소모한다.

### 성물
- 지구의 돌 - Temple Of The Moon, Temple Of The Sun
- 바람의 조각상 - Whispering Graden, Howling Graden
- 불의 크리스탈 - Cave Of Embers, Cave Of Shadows
- 바다의 성배 - Coral Palace, Tidal Palace

## 모험 카드 2장 갖기
- 모험카드는 한 사람이 최대 5장까지 보유가능하고, 만약 6장의 카드를 가지고 있는 플레이어는 초과되는 카드들은 버려야 한다.

- 포비든 아일랜드의 모험 카드에는 4종류의 성물카드 각 5장씩 있다. 4장의 성물카드를 모아서 포비든 아일랜드의 성물을 획득해야 한다. 성물을 획득하기 위해서는 다른 플레이어에게 성물카드를 건네줄 수도 있다.

- 특수액션카드
- 포비든 아일랜드의 모험카드에는 헬리콥터카드(3장), 모래주머니카드(2장)으로 구성되어 있다.

헬리콥터 카드 - 헬리콥터 카드는 반드시 꼭 1장은 가지고 있어야 하며, 마지막 이륙 할 때 사용한다.
모래주머니 카드: 침수된 섬 타일을 복원한다. 이미 영원이 가라앉아 제거된 섬 타일은 불가이다.
- 수면상승 카드
- 포비든 아일랜드의 모험카드에는 3장의 수면상승카드가 있다. 만약 모험카드를 2장 갖기를 할 때 수면상승카드가 나오면 그 즉시 바로 아래의 행동을 해야 한다.
- 수위표시 보드판의 한 눈금 위로 올린다.
- 기존에 나와 있던 침수 카드를 잘 섞어 맨 위에 올려둬라. 아까 기존에 나왔던 침수 카드가 나올 수도 있으니 신경 써라.
- 수면상승 카드를 사용하고 나면, 모험 카드 버리는 더미에 버린다.

## 수위표시판의 수위만큼 침수 카드 뽑기
수위표시판의 수위만큼 침수카드를 뽑아 같은 섬 타일을 침수시킨다. 수위가 높아질수록 침수 카드를 더 많이 뒤집어야 한다. 이미 침수 카드가 표시된 섬타일은 영원히 가라앉아 제거되며, 만약 상하좌우에 헤엄쳐 갈 수 있는 타일이 없다면 그 플레이어는 심연으로 가라앉게 되고, 팀원 모두가 게임에서 패하게 된다.

## 게임 종료
만약 팀원이 협력하여 4가지 성물을 다 모았다면, 모든 팀원의 말을 Fools'Landing으로 이동시켜야 한다. 모든 말이 Fools'Landing으로 이동한 뒤, 팀원 중 갖고 있는 헬리콥터 카드를 버리면 탈출에 성공하여 게임에 승리하게 된다. 이때 Fools'Landing이 영원히 가라앉아 제거된 상태만 아니면 된다. (침수된 상태여도 됨)

## 임무 실패
다음의 4가지의 경우에는 플레이어 모두가 게임에서 지게된다.
1. 성물을 얻기 전에 성물 타일이 모두 제거된 경우.
2. Fools'Landing이 제거된 경우.
3. 타일이 제거될 때 이동할 수 있는 인접한 섬(타일)이 없을 경우.
4. 수위표시판의 수위가 해골까지 도달한 경우.

## 수상
- 멘사 셀렉트 2010년